# Волькенштейн, Фёдор Акимович
Фёдор Акимович Волькенштейн (3 июля 1876, Кишинёв, Бессарабская губерния — 28 октября 1937, Москва) — русский и советский юрист, адвокат, поэт, публицист.

## Биография
Родился 3 июля (по старому стилю) 1876 года в Кишинёве Бессарабской губернии, в семье военного врача Акима Филипповича Волькенштейна (1846—1916) из бердичевской купеческой семьи, выпускника Императорского Киевского университета Святого Владимира (1869), которому в 1897 году было даровано потомственное дворянство. Мать — Августа Ароновна Волькенштейн (в девичестве Рабинович), из кишинёвской купеческой семьи. Брат публициста Ольги Акимовны Волькенштейн.  
Занимался адвокатской практикой в Санкт-Петербурге, был присяжным поверенным (с 1906 года). Состоял членом Петербургского литературного общества. В 1913 году подписал петицию 83 адвокатов по делу Бейлиса. В 1915 году сотрудничал в газете «Биржевые ведомости». Выступал защитником в ряде политических процессов. 
В 1917 году был кандидатом во Всеукраинское Учредительное Собрание УНР по Харьковскому избирательному округу. В начале 1920-х годов некоторое время жил в Краснодаре, публиковал работы в области права, публицистику и стихи. 
Летом 1926 года защищал интересы С. А. Толстой в деле по иску к З. Н. Райх о признании недействительным брака С. А. Толстой и С. А. Есенина.
Фёдор Акимович Волькенштейн умер 28 октября 1937 года в Москве. Похоронен на Новодевичьем кладбище.

## Семья
- Первая жена (1907—1914) — поэтесса Наталья Васильевна Крандиевская (в браке Волькенштейн)[14][15].
  - Сын — физико-химик Фёдор Фёдорович Волькенштейн (1908—1985).
- Вторая жена — Мария Иосифовна Фудель (1892—1949), старшая дочь протоиерея И. И. Фуделя, сестра богослова С. И. Фуделя.
- Дяди — присяжные поверенные Михаил Филиппович (Моисей Фишелевич или Фалькович) Волькенштейн (1859—1934)[16] и Лев Филиппович (Исаак-Лейб Фишелевич) Волькенштейн (1858—1935) — были гимназическими товарищами А. П. Чехова, состояли с ним в переписке и оставили о нём воспоминания.
- Двоюродный брат — драматург Владимир Михайлович Волькенштейн.
- Двоюродная сестра — Елизавета Осиповна Волькенштейн (1876—1965) — с 1899 года была замужем за художником М. В. Добужинским; другая двоюродная сестра — Ольга Иосифовна Волькенштейн (в замужестве Викторова) — специалист по эккаунтологии и бухгалтерскому учёту, автор ряда трудов в этих областях.

## Публикации
- Прения сторон в уголовном процессе (с А. В. Бобрищевым-Пушкиным). СПб.: Типография товарищества печатного и издательского дела «Труд», 1903.
- Волькенштейн Ф. А. Какъ было въ Россiи при царе и какъ будетъ теперь: (Право и произвол). — 2-е изд. — М.: Труд и воля, 1917. — 30 с.
- Рабочее правительство. Коммуна. Пг.: Луч, 1917.
- В дореволюционных судах: речи защитника. М.—Пг.: Издательство Л. Д. Френкель, 1924. — 308 с.